# Bazeilles
Bazeilles är en kommun i departementet Ardennes i regionen Grand Est (tidigare regionen Champagne-Ardenne) i nordöstra Frankrike. Kommunen ligger  i kantonen Sedan-Est som ligger i arrondissementet Sedan. År 2022 hade Bazeilles 2 459 invånare.

## Befolkningsutveckling
Antalet invånare i kommunen Bazeilles
Referens: INSEE

## Galleri

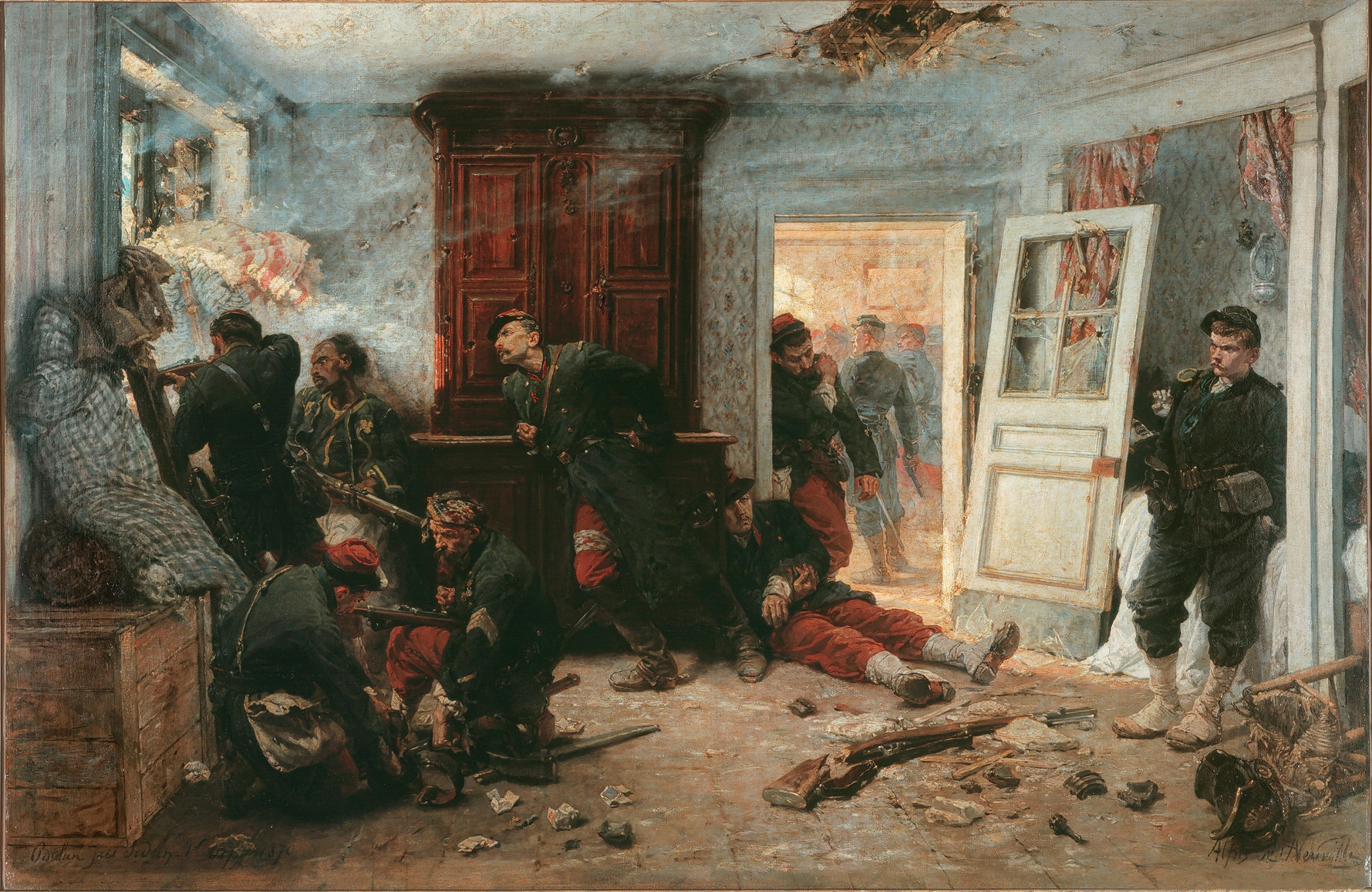
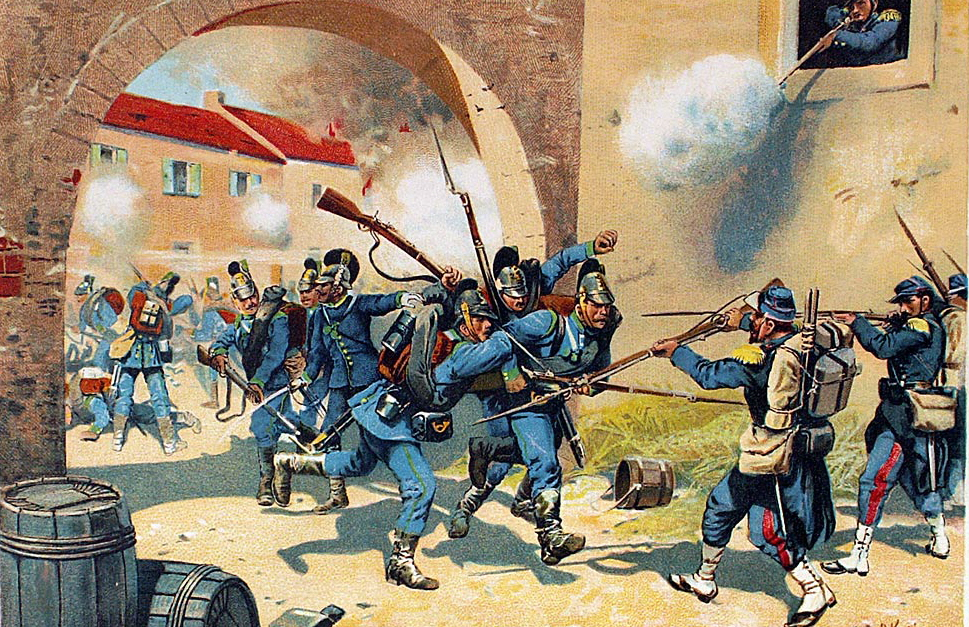